# Національний комітет у Познані

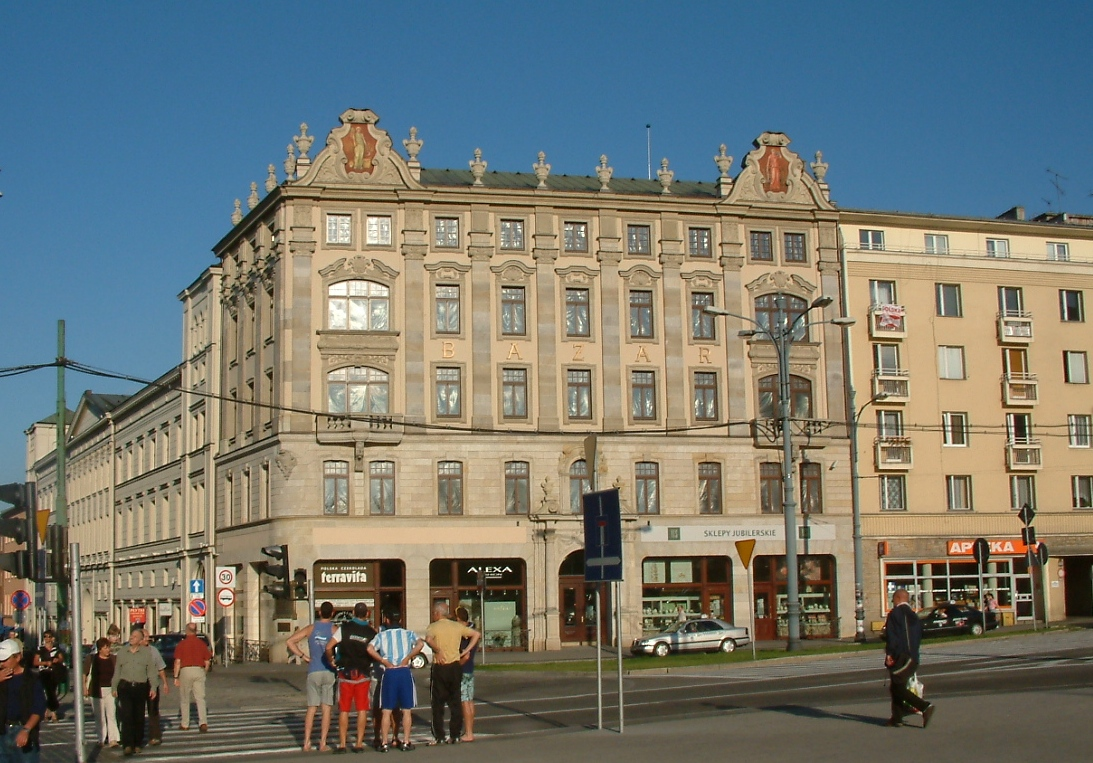
Готель «Базар» — місце знаходження Національного комітету

Національний комітет – комітет, який було створено поляками з Великого герцогства Познанського 20 березня 1848 р. під час «Весни Націй». Комітет повинен був грати роль юридичної організації, що представляє інтереси Польщі в переговорах із прусським двором. Місце перебування комітету було в Познані у готелі Базар.

## Створення комітету

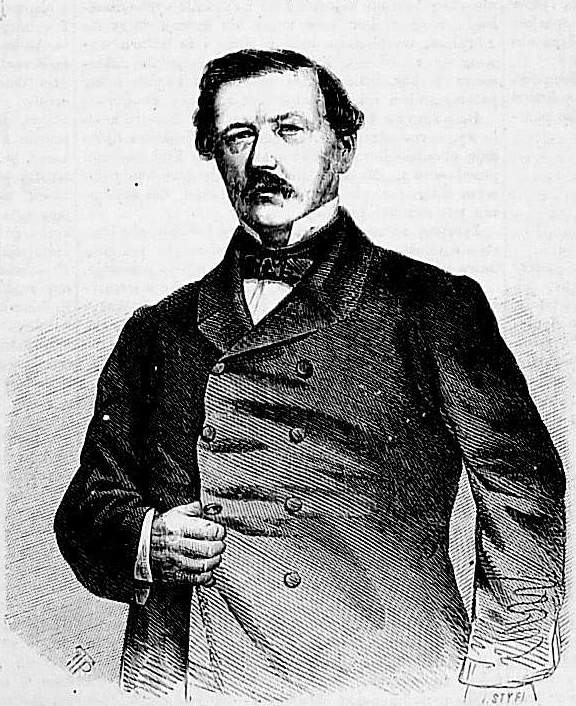
Густав Потворовський – голова комітету

У 1846 році, під час невдалої спроби повстання, польські змовники у Великому герцогстві Познанському очікували більш зручного моменту для наступного повстання за незалежність. У березні 1848 року до Великопольщі дійшли новини про революцію в Парижі. Також було отримано інформацію про заворушення в Берліні та звільнення з Моабітської в'язниці потенційного диктатора повстання 1846 року — Людвіка Мерославського та активіста незалежності — Кароля Лібельта. 20 березня в готелі «Базар» у Познані активісти незалежності створили Національний комітет, що об'єднав представників усіх суспільних станів на чолі з Густавом Потровським. Утворення Комітету вважається символічною датою початку Великопольського повстання.

## Склад комітету
- Павел Анджеєвський – представник міщан (ремісники)
- Ришард Бервінський
- Александр Бродовський – депутат Берліна
- Юзеф Хословський - вступив до комітету 21 березня
- Юзеф Есман - вступив до комітету 24 березня
- Антоні Фромгольц
- Александр Гатрі – член Військового управління Національного комітету
- Ян Хризостом Янішевський
- Кіпріан Яроховський
- Антоні Крашевський – депутат Берліна
- Ян Вільгельм Кассиуж
- Якуб Кротовський-Краутхофер – автор звернення до Фрідріха-Вільгельма IV
- Кароль Лібельт – вступив до комітету 24 березня
- Теодор Теофіл Матецький – організатор повстанської медичної служби від імені Національного комітету
- Мацей Мельжинський – депутат Берліна
- Людвік Мерославський – голова військового відомства і верховний головнокомандувач повстанських військ; вступив до комітету 21 березня
- Єнджей Морачевський
- Владислав Неголевський – вступив до комітету 21 березня
- Ян Палач – представник селян
- Мацей Палач – представник селян, депутат Берліна
- Густав Потворовський - голова комітету
- Олексій Прусіновський
- Роджер Маурици Рачинський – депутат Берліна, пізніше заступник для переговорів з поляками в Галичині
- Міхал Сломчевський – вступив до комітету 24 березня
- Валенти Стефанський
- Генрік Шуман – депутат Берліна
- Панталеон Шуман – вступив до комітету 24 березня
- Влодзімеж Адольф Вольневич – вступив до комітету 24 березня

## Діяльність

### Звернення до короля
Першим кроком Національного комітету було надання звернення до короля Фрідріха-Вільгельма IV. Автором цього документа був Якуб Кротовський-Краутхофер. 21 березня до Берліна були відправлені: Александр Бродовський, Антоні Крашевський, Мацей Мельжинський, Мацей Палач, Роджер Маурици Рачинський і як голова – архієпископ Леон Прилуцький. У листі до короля вони вимагали надання польським землям, що були захоплені у 1772-1795 рр., незалежності. Однак король отримав пом'якшену версію цього звернення (зі змінами, внесеними Прилуцьким). Змінена адреса містила постулат про запровадження автономії Великого герцогства Познанського за прикладом Королівства Польського до 1830 р.: національна (польська) організація герцогства, створення польського військового корпусу, виведення прусських військ та встановлення польської адміністрації.
23 березня Фрідріх-Вільгельм IV прийняв польську депутацію, але він не реагував позитивно на представлені йому постулати. Прем'єр-міністр Адольф Генріх фон Арнім-Бойценбург відреагував по-різному, пообіцявши депутації (але лише усно) виконати постулати, тоді як замість польського корпусу мала бути створена Польська національна гвардія.

### Інші види діяльності
У спробі отримати максимально широку підтримку з боку громадськості, члени Комітету внесли деякі прогресивні рішення. Найважливішими з них були: Оголошення рівності євреїв та скасування 1 квітня частини судових повинностей, що були покладені на селян. Також було розпочато переговори з патріотичними колами в Галичині, де Роджер Рачинський був відправлений як делегат.
3 квітня, після введення облогового стану прусським генералом Фрідріхом Коломбом, комітет вирішив вжити більш радикальних заходів. Вони закликали до створення місцевих повстанських підрозділів, які повинні були навчити та збільшити кількість таборів, організованих Людвіком Мерославським у: Вжесьні, Мілославі, Сьроді-Великопольській, Новому Мясті, Ксьонжі-Великопольському і Плешеві. Комітет також обрав Тимчасовий уряд, який складався з трьох активістів: Густава Потворовського, Кароля Лібельта та Валенти Стефанського.

## Розпуск комітету
11 квітня члени комітету Кароль Лібельт та Валенті Стефанський уклали угоду в Ярославці (контракт від імені монархії підписав генерал Карл Вільгельм фон Віллізен). Угода передбачає, що польська адміністрація повинна була взяти на себе управління Великим герцогством, але після розпаду більшості повстанських сил. Однак самі прусаки не дотримувались угоди та в період із 14 квітня по 25 квітня обмежили можливу автономію до 9-ти східних герцогств. 29 квітня генерал Коломб остаточно позбувся ілюзій польських активістів, атакуючи табір під Ксьонжем. У цій ситуації, 30 квітня, комітет ухвалив рішення про саморозпуск. Однак деякі члени почали активну боротьбу з прусаками, яка закінчилася 9 травня капітуляцією в Барді.